# Kovács Nóri
Kovács Nóri (Budapest, 1980) magyar énektanár, énekművész, hazafias, vallásos dalok avatott előadója, szoprán.

## Élete
1986-ban Bugyin kezdett el énekelni az éppen megalakult Pántlika énekegyüttesben, amelynek tíz éven át tagja volt. Itt lehetősége nyílt megismerni a népdalokat, stílusokat, előadókat, versenyeken próbálhatta ki magát.
1996 óta énekel szólóban. 1997-ben a Kaláka Folklór Fesztiválon első helyezést ért el, ahol ezért 1998-ban vendégszerepelhetett. 1999-ben leánytestvérével, Kovács Judittal, neveztek be a versenyre, és ismételten elsők lettek, így 2000-ben újra szerepelhettek ott.
1998-től 2008-ig számos CD-n szerepelt székelyföldi, gyimesi, széki, szatmári, mezőségi, moldvai, palóc dalokkal, a Táncháztalálkozó, Táncház–Népzene, Új élő népzene sorozatban.
2000-ben elnyerte a Népművészet Ifjú Mestere díjat. 2002-ben hazánkat képviselte a Belgrádban megrendezett 1. Balkán Folk Fesztiválon.
Abban az évben befejezte tanulmányait az Eötvös Loránd Tudományegyetem tanítóképző főiskolai karán ének–zene szakon. Rendszeresen tanít népdalokat a Tiszafolk Népzenei Táborban (Tiszakécske, Velence (Magyarország), Sima).
2002–2004 között tagja volt a Legényes népzenei együttesnek, amely az országos minősítőn Arany Páva-díjat kapott. A Hortenzia Citerazenekar tiszteletbeli tagja.
2006-ban jelent meg első önálló népzenei albuma Mondanék én valamit… címmel. A lemezen vonós-, tambura-, furulya-, koboz-, cimbalom- és tárogatókíséretű dallamok hallhatóak a tolmácsolásában. Pár zenekar, zenész, akikkel együttműködik teljesség igénye nélkül: Hírös együttes, Matokabinde, Makó Péter, Barcza Zsolti, Hámori Péter, Szárma tamburazenekar.
Az albumot a New Folk Sound külföldi zenei újság az év legjobb 10 magyar népzenei albuma közé választotta.
2006-ban Berecz András Sinka verseit feldolgozó CD–re kapott meghívást, s a Balkan Fanatik énekesnőjeként debütált. Albumuk hungarikum lett.
2007–2009 között rendszeresen járt Erdélybe, ahol népdalokat gyűjtött, s beépítette őket új műsoraiba.
2007-ben fogamzott meg benne a Motiva zenekar ötlete, és elkezdte a közös munkát Juhász Attilával világzenei albumukon.
2008-ban Berecz András: Rokonok söre című csuvas dalokat feldolgozó albumán szerepelt.
2009-ben a miskolci Irodalmi Rádió Bűvölő című lemezének meghívott előadója lett, ahol újabb zenei stílust, az énekelt verset próbálhatta ki.
2009-ben Pál Balázs The Wonderful Game című animációs filmjében énekelt. Abban az évben elindult a Motiva, kiegészülve Szathmári Király Tamással. Azóta videóklipeket, háttérvideókat forgatnak, újabb zenéket írnak, koncerteznek.
2010-ben a londoni Transglobal Underground tagjainak megkeresésére felénekelt három dalt: Unite-A Gathering of Strangers című lemezükre.
2010 óta a Panoráma Világklub zenei vezetőjeként arra törekszik, hogy a határainkon túl élő magyarok is megismerjék, megszeressék a magyar zenei kultúrát. Az év júniusában a Művészetek Palotájában koncertezett a Balkan Fanatik zenekarral. Közben Erdélyben járt népdalokat gyűjteni. Munkáját végigkísérte a  Duna Televízió. Az anyagból egyórás dokumentumfilmet készítettek.
2010-ben megjelent a Motiva zenekar első nagylemeze Ez a világ címen.
2010. szeptember-október folyamán koncertsorozaton vett részt az Amerikai Egyesült Államok több városában, mint például New York, New Brunswick (New Jersey), Washington, Sarasota, Miami. Karácsonykor, a budapesti Szent István Bazilikában felvett karácsonyi koncert dvd-je címe Betlehemben megzendült az ének.
2022-ben Meister Éva színművésznővel turnézik az országban és a szórványban az Erdélyi Helikon költőínek műveiból összeállított Kegyelem című műsorral.

## Vendégszereplései, felvételei
A 2002-ben alakult Balkan Fanatik együttes állandó vendégénekesnője volt 2004−2012 között. 2004-ben említett együttesével Bezerédj-díjban részesült.) 2011 tavaszán elkészítette a Gyászba borult Isten csillagvára című vallási éneket, karácsonyra pedig a Pásztorok, keljünk fel kezdetű barokk korból származó betlehemes dalt.Pásztorok keljünk fel… Kovács Nóri, Kovács Judit és a Matokabinde  YouTube (2011. december 24.)  (Hozzáférés: 2017. május 26.) (videó) 0:56–2:15. A Fool Moon a cappella együttes 2014-ben megjelent Kettesben jó Tóthárpád Ferenc gitárral kísért, megzenésített verseit író-olvasó találkozóin felvéve a CD-ken, DVD-ken is szerepel a Concordia-Barátság Énekegyüttes, Katáng Együttes, Csalogató Együttes és a Rózsabors Műhely közreműködésével. Krajcsó Bence citeraművész Katonakísérő Bonchidáról című hangfelvételén 2016-ban énekelt. Közreműködött Kuna Valéria Kacsintós című dalának előadásában. Előadta az 1848–49-es forradalom és szabadságharc népzenei emlékei közé tartozó aradi vértanúk nótája népdal legismertebb változatát, amely így kezdődik: „Jaj, de búsan süt az őszi nap sugára…”

## Díjai
- 2000: Népművészet Ifjú Mestere díj
- 2004: Bezerédj-díj